# Ком (град)
Ком (перс. قم) је град у Ирану у покрајини Ком. Према попису из 2006. у граду је живело 959.116 становника.

## Становништво
Према попису, у граду је 2006. живело 959.116 становника.
| 1986.   | 1991.   | 1996.   | 2006.   |
| ------- | ------- | ------- | ------- |
| 543.139 | 681.253 | 777.677 | 959.116 |